# Otto Romanowski
Otto Romanowski, född 16 oktober 1952 i Heinola, är en finländsk tonsättare, keyboardist och datorartist. Han är en av den moderna finländska elektron- och datormusikens pionjärer.
Romanowski har studerat för Osmo Lindeman och Einojuhani Rautavaara. Han har varit pedagog vid Helsingfors konservatorium 1972–1978, Esbo musikinstitut 1979–1990 och Helsingfors universitet (musikvetenskap, akustik, 1978–1982, 1985–1990). Han har också varit ledare för Esbo konst- och datateknikcentrum (Cartes, 1991–2000), lektor i musikteknologi vid Sibelius-Akademin (sedan 1989) och är stiftande medlem i Toimii!-ensemblen.
Romanowski har komponerat företrädesvis elektronisk och elektroakustisk musik, även tvärkonstnärliga projekt och multimedia.